# Noadia
Noadia (Noadiya) (în ebraică נועדיה, nume însemnând „Yahve (Dumnezeu) s-a adunat” sau „Yahve (Dumnezeu) s-a întâlnit”) este un personaj biblic, din Biblia ebraică sau Vechiul Testament, falsă profetă din zilele lui Neemia. Numele ei este menționat în Cartea lui Neemia, 6:14.
Noadia este una din cele cinci profetese  care sunt amintite în Biblia ebraică sub numele de Neviyá (proorociță sau profetă), alături de Myriam, Debora (Dvora), Hulda și soția lui Isaia. Învățații iudaismului au extins numărul la șapte profetese: Sara, Miriam, Debora (Dvora), Hana, Avigail, Hulda și Estera Ei au exclus-o, însă, pe Noadia.  ea fiind o proorociță mincinoasă.

### Faptele Noadiei
Neemia (Nehemia) a avut mulți dușmani, între care și Noadia, falsa profetă, care a trăit și ea în vremea întoarcerii iudeilor din Babilon în Iudeea și la Ierusalim.  
„Pomenește, Dumnezeul meu, pe Tobie și pe Sanbalat după aceste fapte ale lor; de asemenea și pe proorocița Noadia și pe ceilalți prooroci care au vrut să mă sperie!”
Textul biblic nu citează vorbele Noadiei și ale altori proroci falși care au încercat să-l descurajeze pe Neemia ca să-l abată de la planul de a rezidi Templul din Ierusalim. În schimb comentatorul Rashi a presupus mai târziu ca Noadia se afla, ca și proorocul Semaia în slujba dregătorului samaritean Sanbalat și aceasta era pricina împotrivirii ei față de inițiativa lui Neemia.

### Identitatea lui Noadia
În traducerea în greacă Septuaginta se vorbește de proorocul Noadia, la masculin.
În perioada lui Neemia principalul dintre profeți era Semaia (Shmaya) ben Delaya, în schimb acesta se prefăcea că îl sprijinea pe Neemia.
Numele Noadia exprimă o expresie a revelației divine și a întâlnirii cu Dumnezeu (rădăcina ebraică y -'a - d)
Acest înțeles reiese, după Moshe Garsiel, și din versetul Neemia 6:10:וַיֹּאמֶר נִוָּעֵד אֶל-בֵּית הָאֱלֹהִים אֶל-תּוֹךְ הַהֵיכָל' , unde Semaia îl îndemna pe Neemia să se refugieze in templu: 
„a zis: “Să ne adunăm în templul lui Dumnezeu, în mijlocul lui”
Se pare că Noadia făcea parte dintr-un grup de opozanți față de Neemia, care susțineau că ridicarea zidului Templului nu era porunca lui Dumnezeu.
După comentatori din evul mediu iudaic, între care Avraham ibn Ezra, Noadia nu era alta decât însuși prorocul Semaia, care sfătuindu-l pe Neemia să se ascundă în templu, ar fi fost poreclit „prorocița Noadia”, fiindcă a dat un „sfat femeiesc” (atzat nashim).
În Cartea lui Ezra  este menționat un levit cu numele de Noadia.